# سترة صفراء (حشرة)
السُّتْرَة الصَفْرَاء (بالإنجليزية: Yellowjacket)‏ هو نوع من الزنابير التي تنتمي إلى جنسي السترة الصفراء والسترة الصفراء الطويلة الوجه.
دبور السترة الصفراء اسم شائع في أمريكا الشمالية من الدبابير الضاره ذو الجنس زنبور أصفر. معظمهم باللون الأسود والأصفر مثل السترة الصفراء الشرقية، والبعض باللون الأسود والأبيض مثل الزنبور أصلع الوجه. والبعض قد يكون لون البطن الخلفية باللون الأحمر بدلا من الأسود. ويمكن التعرف عليها من خلال علامات مميزة، ومعيشها فقط في المستعمرات وسمة وسريع من جوانب نمط الطيران قبل الهبوط، فجميع اناث قادرة على اللدغة. ودبور السترة الصفراء هام لمكافحة آفات الحشرات المفترسة.

## التعريف

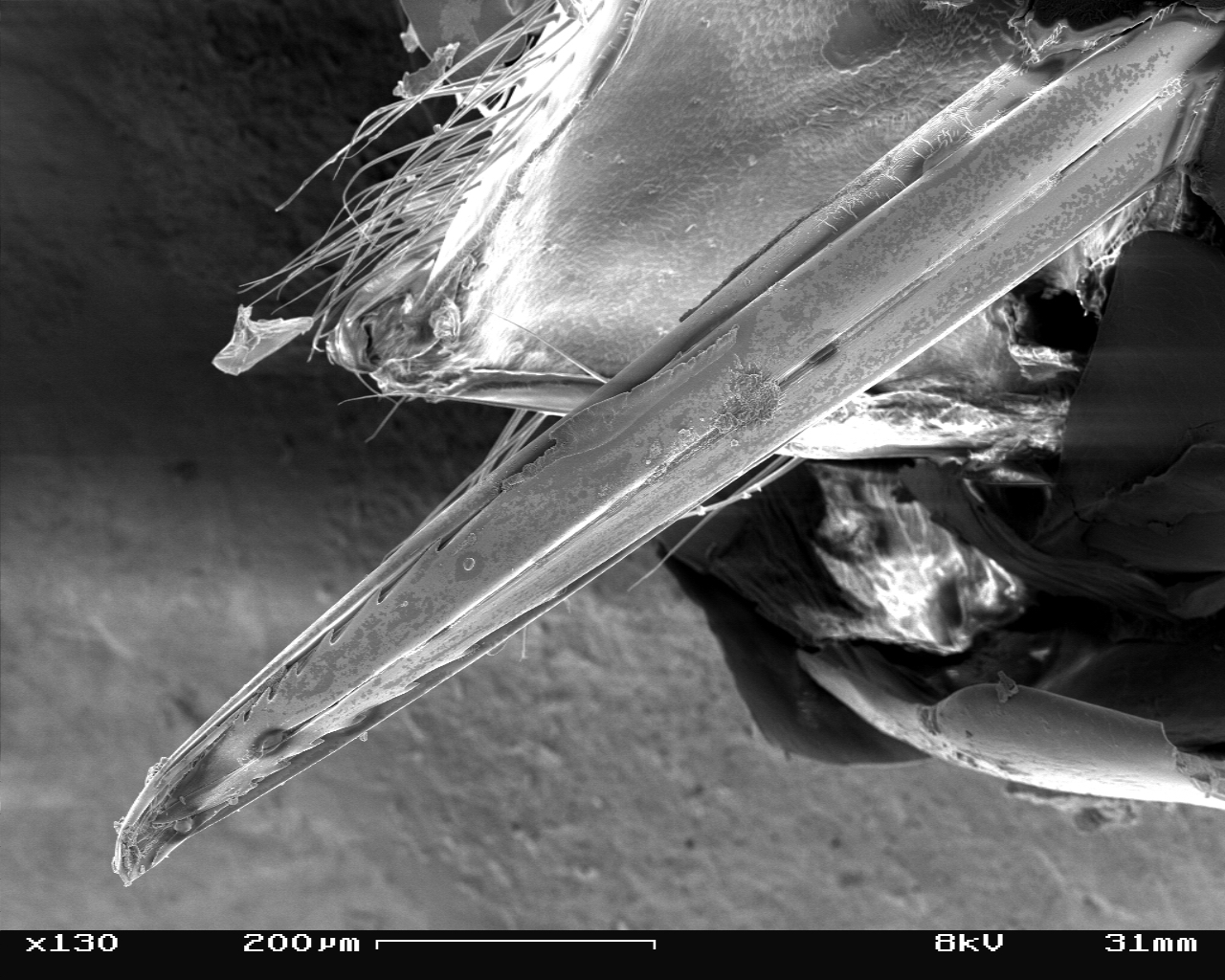

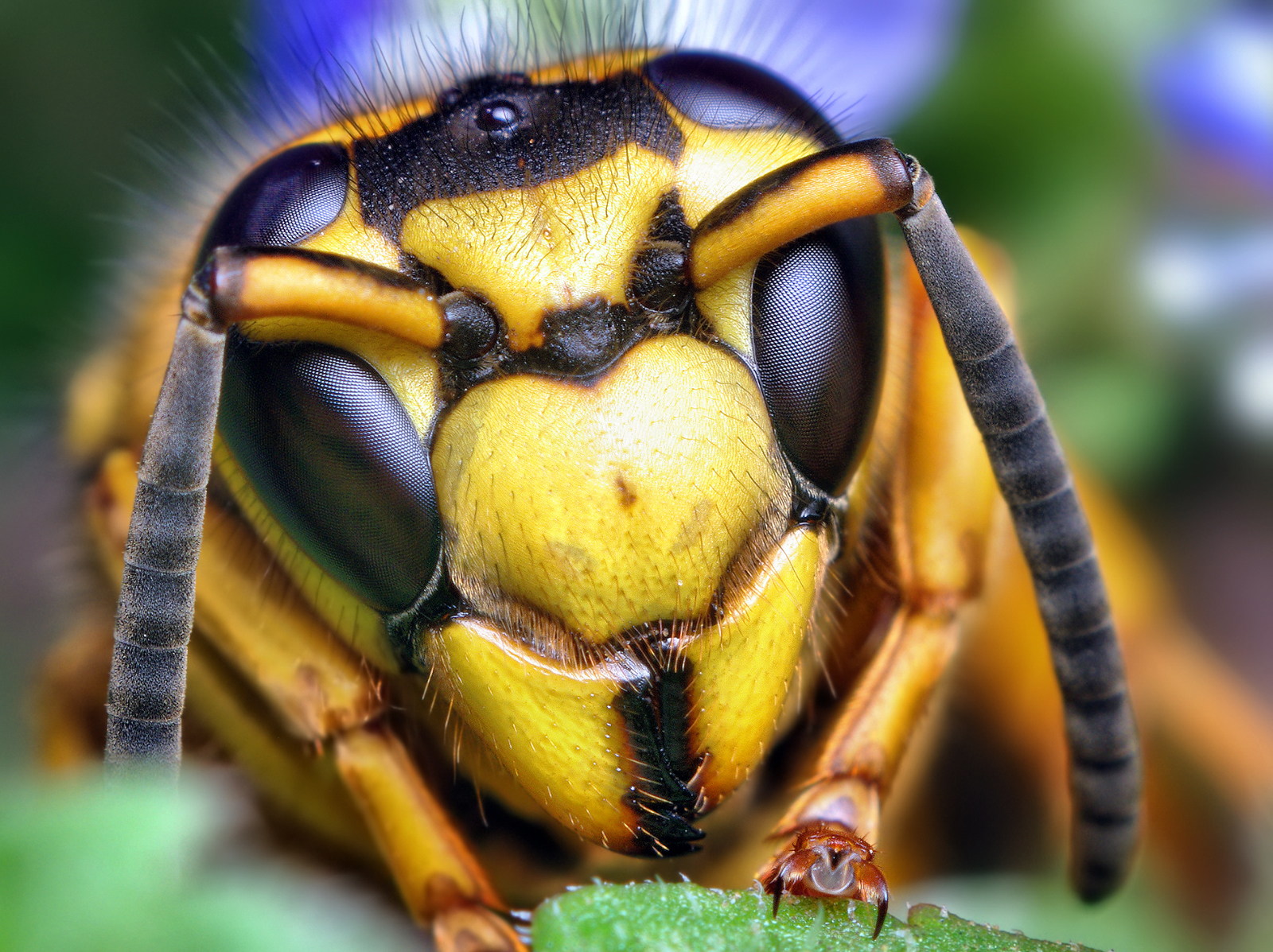
وجه دبور الستره الصفراء الجنوبية (الدبور سكاموسا)

ويطلق أحيانا على دبور السرتة الصفراء «النحل» (كما هو الحال في «نحل اللحم») نظرا أنهم متشابهة في الحجم واللدغة، ولكن دبور السترة الصفراء وفي
الواقع الدبابير قد يتم الخلط بينها وبين الدبابير آخرى مثل الدبابير والزنابير الورقية. حشرة «بولستيس دومينو» وهو نوع من دبور الورق كثيرا ما يتم تعريفه على أنه دبور السرتة الصفراء. حجم دبور السرتة الصفراء حوالي 12ملم)0.5 بوصة (مع فرق متراوح على البطن أما المملكة أكبر حوالي 19 ملم)0.75 بوصة (في هي أطول)أنماط مختلفة على بطونهم وتساعد على فصل أنواع المختلفة.(وفي بعض الأحيان يخلط العمال مع نحل العسل، وخصوصا عند الطيران داخل وخارج أعشاشهم وعلى النقيض من نحل العسل، فإن دبور السترة الصفراء لها علامات صفراء أو بيضاء وتغطيها شعر كثيف باللون البني على أجسادها وتحمل حبوب اللقاح وتملك الساق الخلفيت اللتين تستخدمان لحملها. وهذه أنواع لها عروق شبيهة بالعرق مع شرائط صغيرة وعادة ما تصيب مرارا وتكرارا، وعلى الرغم من أن بعض الأحيان وتسحب إبرة خالية من الجسم سم الدبور مثل معظم النحل والسموم دبور، وهو في المقام الأول خطير فقط على البشر الذين يعانون من الحساسية أو هي معلقة عدة مرات. فجميع ا نواع لها علامة صفراء أو أبيضاء على وجوههم. وقد خلقها الله أفواههم بشكل جيد مع الفوهات القوية لتقاط ومضغ وامتصاص الحشرات والرحيق والفواكه وغيرها من العصائر. تصنع دبور السترة الصفراء الأعشاش في الأشجار والشجيرات أو في الأماكن المحمية مثل داخل الهياكل التي صنعها الأنسان أو في تجاويف التربة وجذوع الأشجار وجحور الفأر وما إلى ذلك. فهي تبني بالألياف الخشبية التي تضغها إلى لب شبيه بالورق. فالعديد من الحشرات آخرى تظهر تقليد واقية من العدوانية دبور السرتة الصفراء؛ بإضافة إلى العديد من النحل والدبابير (التقليد مولريان) وتشمل القائمة بعض الذباب، العث، والخنافس (التقليد الباتسي).
دبور السرتة الصفراء أقرب ا قارب من الدبابير تتشابه بشكل وثيق ولكن لها رؤوس أكبر وينظر خصوصا في مسافة كبيرة من العين إلى الجزء الخلفي من الرأس.

## دورة الحياة والعادات

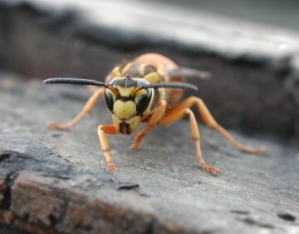
ملكة الدبور سكاموسا

هي الصيادين الاجتماعيين الذين يعيشون في المستعمرات التي تحتوي على العمال والملكات والذكور (ذكور النحل)(أرجو توضيح بالمقصود بهي). المستعمرات السنوية مع الملكات فقط تلقيح خلال فصل الشتاء. ويتم العثور على الملكات المخصبة في أماكن محمية مثل الجذوع المجوفة والجذوع وتحت اللحاء وبعثرت الورقة وتجاويف التربة والهياكل التي من صنع الإنسان.
تظهر الملكة خلال الأيام (الدافئة) في أواخر الربيع أو أوائل الصيف لتحدد موقع العش، وبناء عش ورقة صغيرة التي تضع البيض فيه. بعد أن يفقس من 30 إلى 50 خلية حضنة، فالملكة تغذي اليرقات الشباب من 18 إلى 20 يرقات، ثم تظهر في وقت لاحق كما صغيرة، والإناث العقم يدعون بالعمال.العمال في المستعمرة تولي الرعاية لليرقات، وإطعامهم مع مضغ اللحوم أو الفاكهة. وبحلول منتصف الصيف، يبرز العمال الكبار الأول ويتحملون مهام توسيع الأعشاش، والغذاء للأغذية، ورعاية الملكة واليرقات، ودفاع المستعمرات. من هذا الوقت حتى وفاتها في الخريف، لا تزال الملكة داخل العش ووضعه للبيض، ثم توسع المستعمرة بسرعة لتصل إلى الحد الأقصى لحجم 4000 إلى 5000 عامل وعش من10000 إلى 15000 خلية في أواخر الصيف. 
(و ينطبق على معظم الأنواع في معظم المناطق زنبور المحرشفات ومع ذلك ففي الجزء الجنوبي من نطاقها قد بناء مستعمرات المعمرة أكبر بكثير من سكانها فيسكنها عشرات الملكات وعشرات الالاف عمال ومئات الآلاف خلية).
في وقت الذروة يتم بناء الخلايا والإنجاب من الملكات وتستمر عملية الانجاب طوال فصل الربيع ويتم تغذيه اليرقات من قبل العمال. وتبني الملكات بنائة احتياطيات من الدهون في فصل الشتاء وتترك الليرقات الصغيرة. وبعد التزاوج يموتون الذكور بسرعة في حين أن الملكات المخصبة. وعادة ما يترك العش للموت، كما يفعل الملكة المؤسس. وتتحلل الأعشاش المهجورة بسرعة وتتفكك خلال فصل الشتاء. ويمكن أن تستمر طالما أنها تبقى جافة، ولكن نادرا ما تستخدم مرة أخرى. في الربيع تكرر دورة الطقس والعمال يصبح الأكثر أهمية في إنشاء مستعمرة.
ويتكون النظام الغذائي في دبابير السترة الصفراء الكبار في المقام الأول من العناصر الغنية بالسكر والكربوهيدرات مثل الفواكه ورحيق زهرة وشتلة الأشجار. فتتغذى اليرقات على البروتينات المستمدة من الحشرات واللحوم والأسماك التي يجمعها البالغون، والتي تضغها وتضعها قبل إطعامها على اليرقات. فالعديد من الحشرات التي يجمعها الكبار تعتبر أنواع الآفات، مما يجعل دبابير السترة الصفراء مفيدة للزراعة. وفي المقابل تفرز اليرقات مادة السكر التي يؤكلها البالغون بالتبادل الاكل بينهم. وفي أواخر الصيف يتابع العاملون في مجال البحث عن مصادر غذائية أخرى من اللحوم إلى ثمار ناضجة أو يحصدون القمامة البشرية والشراب والنزهات.

## الأنواع البارزة
- دبور السترة الصفراء الأوروبية دبور الألمانية (زنبور أصفر الجرماني) ودبور المشتركة (زنبور أصفر الشائع) كانوا من أصل أوروبا ولكن تم تأسيسها ا ن في أمريكا الشمالية والجنوب ا فريقي ونيوزيلندا وشرق أستراليا.
- دبور السترة الصفراء الشرقية (الدبور الشرقي الأصفر) ودبور السترة الصفراء الغربية (الدبور بنسيلفانيكا) ودبور السترة الصفراء البستانية (الدبور أتروبيلوسا) وهم مواطنون في أمريكا الشمالية. *دبور السترة الصفراء الجنوبية (الدبور سكاموسا).
- الدبابير ذات الوجه الأصلع (الزنبور أصلع الوجه) تنتمي إلى دبور السترة الصفراء بد من الدبابير

آخرى ويطلق عليها عادة «دبور السترة الصفراء» بسبب لونها الأسود العاجي.
- دبور السترة الصفراء الهوائية (الزنبور النباتي).
- شجرة دبور (الزنبور سيلفستريس).

## عش
دبابير السترة الصفراء نوع من أنواع الزنبور. تميل الزنبور النباتي والزنبور أصلع الوجه إلى خلق أعشاش جوفة مكشوفة، وتتم مشاركة الميزة مع بعض الزنبور الحقيقة. مما أدى إلى بعض الحيرة بتسميتهم. 
وعلى النقيض من ذلك، تبنى ان بعض الفصائل أعشاشها مخفية وعادة ما تكون تحت الأرض.عادة ما تستمر أعشاش دبابير السترة الصفراء لموسم واحد فقط. حيث 
يموتون في فصل الشتاء. يبدأ العش من قبل ملكة واحدة 
ويطلع عليها «المرأة المؤسسة». وعادة العش يمكن أن يصل إلى حجم كرة السلة بحلول نهاية الموسم في أجزاء من أستراليا ونيوزيلندا وجزر المحيط الهادئ والمناطق الساحلية الجنوبية الغربية من الولايات المتحدة، فالشتاء معتدل بما فيه الكفاية للسماح ببقى العش في فصل الشتاء. الأعشاش البقاء على قيد 
الحياة عدة مواسم تصبح ضخمة وغالباً ما تمتلك الملكات وضع البيض متعددة.

## في الولايات المتحدة
في عام 1975، ظهرت دبابير السترة الصفراء ألمانية (زنبور الجرماني) لأول مرة في ولاية أوهايو، وأصبحت الآن الأنواع المهيمنة على دبابير السترة الصفراء الشرقية. إنها جريئة وعدوانية ويمكن أن تتدخل مراراً وتكراراً ومؤلمة إذا ما استفزت. فإنه سيتم وضع المعتدين، وغالباً ما يتم الخلط بينه وبين بولستيس دومينولا، وهو نوع من الغازات في الولايات المتحدة، بسبب نمط مماثل جدا. يبني دبابير السترة الصفراء الألمانية وأعشاشها التجاويف - وليس بالضرورة تحت الأرض - مع ذروة السكان العاملين في المناطق المعتدلة بين 1000 و 3000 الأفراد بين مايو وأغسطس. وتنتج كل مستعمرة عدة آلاف من النسخ الجديدة بعد هذه النقطة حتى تشرين الثاني / نوفمبر. بنيت الأعشاش من ألياف الخشب مغلقة باستثناء مدخل صغير في الجزء السفلي. لون الورق يعتمد اعتمادا كبيرا على مصدر ألياف الخشب المستخدمة. الأعشاش تحتوي على مستويات أفقية متعددة من أمشاط داخل واليرقات معلقة داخل أمشاط.

## في الثقافة الشعبية
دبور السترة الصفراءالأكثر بروزاً في الثقافة الشعبية الأمريكية هو بمثابة التميمة، وأكثر شهرة مع جورجيا، فال دبور السترة الصفراء ممثلة بالطن التميمة. وتشمل الكلية والجامعية آخرى مثل: الكلية الأمريكية الدولية وجامعة بالدوين والاس وجامعة ولاية بلاك هيلز وجامعة سيدارفيل وكلية ديفيانس وجامعة غراسيلاند وجامعة هوارد باين وجامعة ليتورنيو وجامعة مونتانا الحكومية وكلية
راندولف ماكون وجامعة روتشستر وجامعة ويسكونسن العليا وجامعة ولا ية فرجينيا الغربية وجامعة وينسبورغ.
ملاحظة دبور السترة الصفراء غالباً ما تكون مكتوبة ككلمتين (ستره صفراء)في الثقافة الشعبية وحتى في بعض القواميس. الإملاءالحشري السليم، وفقا
لجمعية الحشرات في أمريكا، هو كلمة واحدة (دبور السترة الصفراء).

## انظر أيضْاً
- دبور شائع (حشرة)
- مكافحة الآفات البيولوجية
- Volucella pellucens

## الروابط الخارجية
External links[edit source]
"Yellowjackets and Hornets of Florida" on the UF / IFAS Featured Creatures Web site
Successful Removal of German Yellow Jackets by Toxic Baiting